# Trait bulgare
Le trait bulgare (bulgare : Български тежковозен кон) est une race de chevaux de trait originaire de Bulgarie. Influencé par l'Ardennais, il n'a été officiellement reconnu qu'au XXIe siècle. Il est utilisé pour la traction lourde, et élevé pour sa viande. Bien que la race soit devenue rare, ses effectifs sont en croissance.

## Histoire

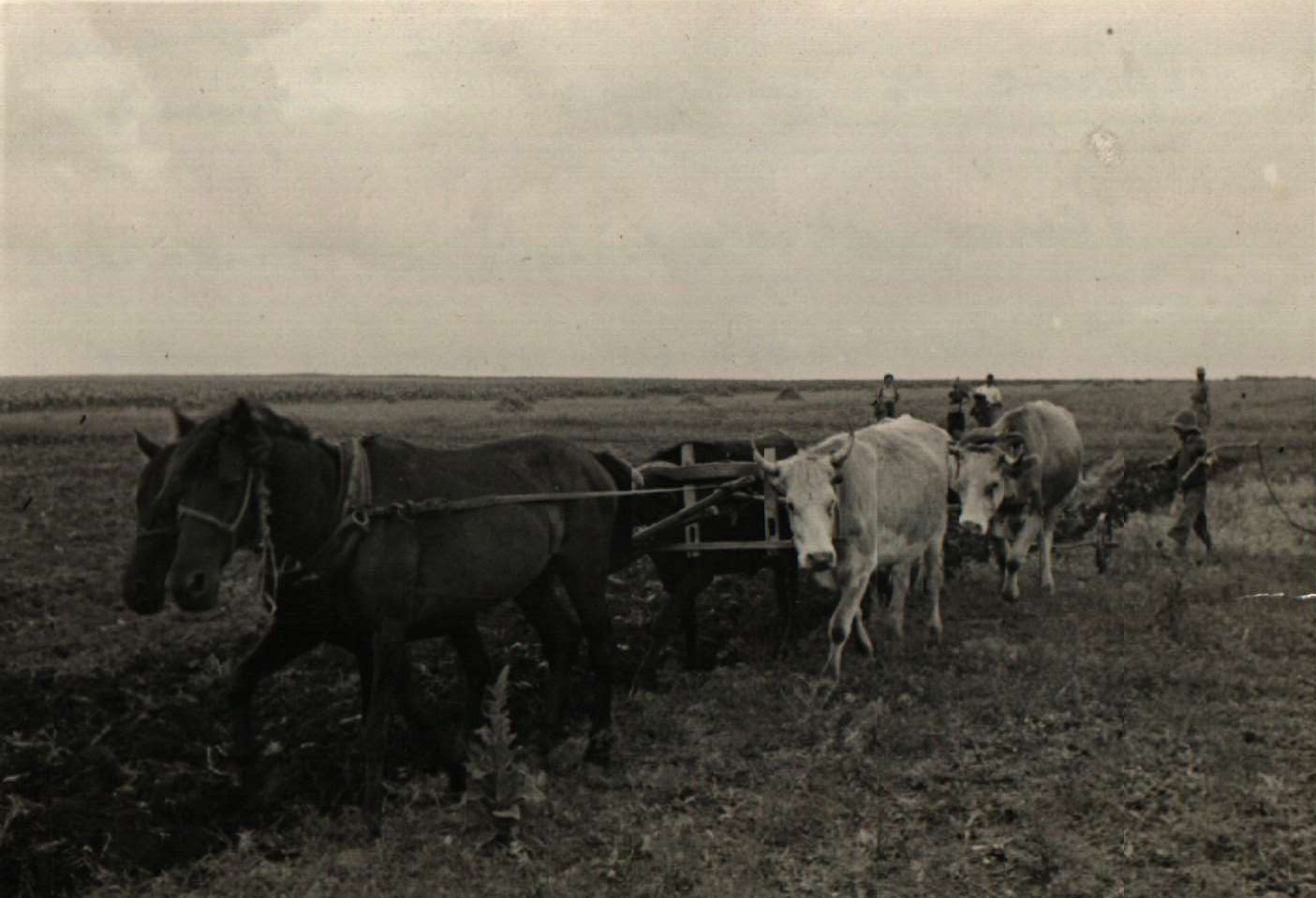
Labour au cheval de trait en Bulgarie, au début du XX.

Les origines du Trait bulgare sont postérieures à l'indépendance. Cette race provient d'un mélange entre des chevaux de trait russes, persans, et ardennais. Depuis 1950, Le travail de sélection est concentré à l’Institut d’élevage des animaux situé près de la ville de Kostinbrod. Ses effectifs diminuent avec la motorisation de l'agriculture.
Lors du premier recensement de la race, en 2012, seuls 398 Traits bulgares sont dénombrés.

## Description
D'après la base de données DAD-IS, ces chevaux mesurent environ 1,52 m. Le site bulgarianbreeds indique une moyenne de 1,55 m. Le poids moyen enregistré chez les femelles est de 588 kg, pour 690 kg chez les mâles.
Le Trait bulgare se caractérise par un corps massif, et une constitution solide. La tête est lourde, l'encolure courte et musclée. Le corps est allongé, la poitrine arrondie. Les jambes sont assez courtes, avec des pieds de bonne qualité.
Ces chevaux présentent un tempérament calme.
Ils sont élevés en système intensif ou semi-intensif, avec compléments de nourriture. Leur sélection est gérée par Асоциация за развъждане на българския тежковозен кон (Association d'élevage du trait bulgare), dont le siège est à Razlog.

## Utilisations
Ce cheval est élevé pour la traction lourde, et pour sa viande. Il est utilisé en croisement industriel pour la production de chevaux de boucherie. Il dispose d'une excellente capacité de travail.

## Diffusion de l'élevage
Le Trait bulgare est considéré comme une race rare, native de la Bulgarie, et propre à ce pays. Il est présent dans les régions de Sofia, Roussé, Silistra, Gabrovo et dans d'autres. L'étude menée par Rupak Khadka de l'université d'Uppsala, et publiée en 2010 pour la FAO, signale le Trait bulgare comme race locale européenne dont le niveau de menace est inconnu. 
En 2017, 2 778 de ces chevaux sont recensés dans toute la Bulgarie, avec tendance à l'accroissement des effectifs,. Un concours national de race a eu lieu en juin 2018.